# Hormathophylla halimifolia
Hormathophylla halimifolia är en korsblommig växtart som först beskrevs av Pierre Edmond Boissier, och fick sitt nu gällande namn av Philippe Küpfer. Hormathophylla halimifolia ingår i släktet Hormathophylla och familjen korsblommiga växter. Inga underarter finns listade i Catalogue of Life.